# 니토 모에노
니토 모에노(仁藤 萌乃, 1992년 7월 22일~)는 일본 여성 아이돌 그룹 AKB48의 팀A의 전 멤버. 친구 : AKB48 팀A 졸업멤버 마에다 아츠코
연구생(2기)을 거쳐 2008년 8월 5일 팀B로 승급되었다.

## 드라마
- 2010년 TV 도쿄 드라마 24 마지스카 학원(2010년 1월 8일~2010년 3월 26일) ... 번지 역
- 2011년 TV 도쿄 드라마 24 마지스카 학원 2(2011년 4월 15일~2011년 7월 1일) ... 번지 역